# Штейн, Николай Владимирович
Никола́й Влади́мирович Штейн (1914, Гатчина — 22 октября 1941, деревня Берюлёво) — советский боксёр.
Мастер спорта СССР (1938); в 1948 году Федерацией бокса СССР было присвоено звание «выдающийся боксёр». Выступал за Москву — спортивное общество «Спартак».

## Биография
Николай Штейн родился в 1914 году в Гатчине, в 1916 году семья переехала в Москву. В 1932 году начал заниматься боксом у Всеволода Озмидова. Выступал в лёгком весе (до 61,5 кг; с 1937 года — до 62 кг). В 1937 году вышел в финал чемпионата СССР, где проиграл Евгению Огуренкову, для которого эта победа стала 4-й подряд. На следующий год в финале взял у Огуренкова реванш, а ещё через год снова стал чемпионом в отсутствие Огуренкова (тот перешёл в более тяжёлый вес).
Чемпионат СССР
- — 1938, 1939
- — 1937
- — 1940

В начале Великой Отечественной войны Штейн ушёл добровольцем на фронт, был адъютантом командира 175 мотострелкового полка 1-й гвардейской мотострелковой дивизии. В июле 1941 года за один из первых же боёв был награждён орденом Красной Звезды. В наградном листе сообщается, что Штейн «особенно отличился в бою 4—5 июля 1941 года у м. Бобр, когда при нарушении связи с батальонами в период окружения под сильным пулемётным и артиллерийским огнём своевременно передал приказания командиру 1 батальона о переходе одной из рот в контратаку, лично вывел роту в назначенное место, обеспечил выход из окружения начальнику штаба полка».
Будущий генерал Г. В. Бакланов, согласно воспоминаниям его сына, «неизменно с восхищением рассказывал о своём помощнике Николае Штейне»:

Друзья особо отмечали его разумную храбрость, которую он принёс на поле боя с ринга. Однажды немцы предприняли попытку обойти батальон, которым командовал отец, с фланга. Обходя позиции, Бакланов, Штейн и Баранов (адъютант отца) лоб в лоб столкнулись с немцем, державшим автомат наизготовку. Мгновение — и могла прогреметь очередь. Но Штейн на доли секунды опередил гитлеровца, нокаутировав его. Немец упал на землю без чувств.
— Андрей Бакланов
Погиб 22 октября 1941 года в битве за Москву в бою за деревню Берюлёво (Наро-Фоминский район). Первоначально считался пропавшим без вести; позднее при раскопках был найден солдатский медальон, а останки были захоронены в деревне Любаново неподалёку.